# Unión Deportiva Casetas
La Unión Deportiva Casetas es un club de fútbol español, del barrio rural zaragozano de Casetas. Fue fundado en 1922 y compite actualmente en la 3REF Grupo 17 (Grupo II).

## Historia
Club fundado en 1920, compitió durante casi toda su historia en categorías regionales, hasta que en la temporada 1992-93 dio el salto a la Tercera División de España, categoría nacional en la que competiría durante trece temporadas entre las que consiguió dos ascensos a Segunda División B de España, categoría en la que competiría en las ediciones de 1994-95 y 2003-04.
Cambios de nombre
La Unión Deportiva Casetas cambió su denominación oficial durante su historia en una ocasión por motivos de patrocinio a finales de los años 1940, recuperando su nombre original tras competir durante cinco temporadas con la susodicha denominación, siendo estos sus nombres oficiales en competición:
- Unión Deportiva Casetas (1920-48)
- Unión Deportiva Cerámica Casetas (1948-53)
- Unión Deportiva Casetas (1953-actualidad)

## Estadio
El campo de fútbol de San Miguel inaugurado en 1974 es uno de los pocos con césped natural que quedan en la capital zaragozana, sobre todo en las categorías no profesionales. Construido en propiedad por el club, en 2008 pasó a ser de titularidad municipal, cediendo el Ayuntamiento de Zaragoza su uso al club casetero.

## Jugadores
A lo largo de la historia reciente del club de Casetas han pasado diversos jugadores de nivel nacional como Óscar Valero y Lalo Arantegui, ambos del propio barrio de Casetas, que se harían un nombre en el Real Zaragoza, o el madrileño Manu Herrera, además de los hermanos Agustín y Emilio Salas, estos también naturales del núcleo. En otras épocas de éxito en el club, como los años cuarenta, jugaría el histórico delantero babazorro Julio Remacha, nacido en Casetas, donde comenzó a despuntar muy joven, pasando después por otros equipos de la capital maña como el Arenas o el Atlético Zaragoza, y diversos clubes nacionales como el Cádiz o el Levante, antes de triunfar en el Deportivo Alavés.

## Entrenadores
Cronología de los entrenadores
- 1994-1995: Vicente Arilla.
- 2002-2004: José Ignacio Soler.[1]
- 2018-2019: David Bernal.
- 2019-2020: David Bernal / Tomas Guerrero.
- 2020-2021: Pedro Celimendiz
- 2021-2024: Asier Cascan
- 2024-actualidad: Victor Izuel

## Datos del club
- Temporadas en Segunda División B / Segunda Federación: 2.
- Temporadas en Tercera División / Tercera Federación: 13.
- Mejor puesto en la liga: 16.º en Segunda B (temporada 1994-95).
- Peor puesto en la liga: 17.º en Segunda B (temporada 2003-04).
- Más partidos disputados: Gazo (37), Baya (35), Javi Pérez (35).
- Más minutos: Gazo (3.218), Javi Pérez (3.106), Baya (3.074).
- Más goles: Tomás (10), Javi Blasco (10), Víctor Ramos (8).
- Más goles en una sola temporada: Tomás y Javi Blasco (10, en la 1994-95).
- Expulsado más veces: Ballestero (5), Emilio (4).
- Mayor goleada conseguida:
  - En casa: U. D. Casetas 5-0 Gimnástica de Torrelavega (1994-95).
  - Fuera: Real Sociedad "B" 1-4 U. D. Casetas (1994-95).
- Mayor goleada encajada:
  - En casa: U. D. Casetas 1-4 U. D. San Sebastián de los Reyes (2003-04).
  - Fuera: Deportivo Alavés 5-0 U. D. Casetas (1994-95).

## Palmarés

### Campeonatos nacionales
- Subcampeón de la Tercera División de España (1): 1998-99 (Grupo XVI).

### Campeonatos regionales
- Regional Preferente de Aragón (1): 1991-92 (Grupo 1).[2]
- Primera Regional de Aragón (1): 1990-91 (Grupo 3).[3]
- Subcampeón de la Regional Preferente de Aragón (1): 2017-18 (Grupo 1).[4]
- Subcampeón de la Regional Preferente de Aragón (1): 2024-25 (Grupo 1).[4]
- Subcampeón de la Segunda Regional de Aragón (1): 1965-66.[5]
- Subcampeón del Campeonato de Aragón de Aficionados[6] (1): 1935-36.
- Subcampeón de la Copa RFEF (fase regional de Aragón) (2): 1994-95[7] y 1995-96.

### Palmarés U.D. Casetas "B"
Campeonatos regionales
- Primera Regional de Aragón (1): 2002-03 (Grupo 1).[8]
- Tercera Regional de Aragón (1): 2016-17 (Grupo 3).[9]
- Subcampeón de la Segunda Regional de Aragón (2): 1991-92 (Grupo 2-B)[10] y 2009-10 (Grupo 3-1).[11]